# Schlacht um Wakde-Sarmi
1942

Rabaul –
1. Salamaua-Lae –
Operation N –
Operation MO –
Korallenmeer –
Buna-Gona –
Kokoda Track –
Milne-Bucht –
Goodenough –
Buna-Gona-Sanananda –
Operation Lilliput 
1943

Wau –
Bismarcksee –
I –
2. Salamaua-Lae –
Chronicle –
Finisterre –
Cartwheel –
Bougainville –
Huon –
Neubritannien –
Bombardierung von Rabaul 
1944–1945

Admiralitätsinseln –
Emirau –
Take Ichi Konvoi –
Reckless –
Persecution –
Wakde-Sarmi –
Biak –
Noemfoor –
Driniumor –
Sansapor –
Morotai –
Aitape–Wewak
Die Schlacht um Wakde-Sarmi, auch Schlacht am Lone Tree Hill genannt, war ein alliiertes Landungsunternehmen am Küstenstreifen nahe der Maffin Bay und Sarmi zur Einnahme der vorgelagerten Insel Wakde und zur Sicherung des Küstenstreifens zwischen Arare und Sarmi in Niederländisch-Neuguinea während des Pazifikkrieges im Zweiten Weltkrieg.

## Vorgeschichte
Vom Kap D’Urville beträgt die Entfernung westwärts über die Bucht nach Manokwari auf der Vogelkop-Halbinsel etwa 400 Kilometer. Gegenüber dem nördlichen Eingang zur Geelvink Bay liegen viele kleine Inseln und Inselchen. Zur Schouten-Gruppe gehören Biak, Supiori, Owi und Mios Woendi; Yapen, Mios Noem und Noemfoor liegen südlich und westlich der Schoutens. Viele der Inseln sind groß genug um Flugplätzen Platz zu bieten, von denen einige von den Japanern errichtet worden waren. Die Alliierten konzentrierten sich auf Biak. Das Gelände am südöstlichen Ufer dieser Insel eignet sich gut für Flugplätze, und die Japaner hatten dort Ende 1943 mit dem Bau von Flugplätzen begonnen.
Biak liegt etwa 525 Kilometer nordwestlich von Hollandia. Auf dem Festland von Neuguinea liegt etwa 290 Kilometer südöstlich von Biak und 230 Kilometer nordwestlich von Hollandia die Stadt Sarmi. Vor dem Zweiten Weltkrieg war Sarmi Sitz der lokalen niederländischen Ostindien-Regierung und ein kleines Handelszentrum. In den letzten Monaten des Jahres 1943 begannen die Japaner die Sarmi-Region zu okkupieren, um Versorgungs-, Truppen- und Luftwaffenstützpunkte zu errichten, da die Region eine wichtige Verteidigungsanlage auf Japans strategischer Hauptverteidigungslinie während des Rückzugs sein sollte. Etwa 10 Kilometer östlich von Sarmi bauten die Japaner das Sawar-Flugfeld, das bis zum 1. April 1944 betriebsbereit war. 6,5 Kilometer weiter östlich, an der Küste der Maffin Bay, begannen die Japaner Anfang 1944 eilig mit dem Bau einer weiteren Landebahn. Rund 32 Kilometer östlich von Sarmi und etwa 3 Kilometer vor der Küste liegen die Wakde-Inseln, Insumar und Insumanai.
Wakde wurde Im April 1942 von den Japanern während ihrer Besetzung von Niederländisch-Neuguinea eingenommen. Der auf Wakde gebaute Flugplatz wurde während amerikanischer Aufklärungsflüge im Februar 1943 entdeckt. Dieser war bis zum folgenden September mit einer Funkstation und Quartieren für etwa 1.000 Mann ausgestattet worden. Dazu kamen Verteidigungshöhlen und Unterstände, 20mm-Flugabwehrkanonen sowie Maschinengewehre. Auch zwei Panzer vom Typ 95 Ha-Gō der Panzereinheit der 36. Division der japanischen Armee wurden auf Wakde stationiert.

## Die japanische Situation
Als die Japaner Ende 1943 und Anfang 1944 ihre strategische Hauptwiderstandslinie nach Westen gegen Wakde-Sarmi zurückgezogen hatten, war die 2. Armee von Generalleutnant Teshima Fusatarō angewiesen worden, dieses Gebiet um jeden Preis zu halten und zu diesem Zweck die 36. Division einzusetzen, abzüglich der 222. Infanterie auf Biak. Doch nach dem Verlust von Hollandia im April war Wakde-Sarmi zu einem wichtigen Gebiet geworden, ohne Schutz von Osten, Norden oder Süden. Die nächste Basis nach Westen war die etwa 320 km entfernte Insel Biak, die nur teilweise erschlossen war. Da das Gebiet um Wakde-Sarmi nicht mehr verteidigt werden konnte, teilte das kaiserliche Hauptquartier am 2. Mai der 2. Armee mit, dass die strategische Hauptwiderstandslinie im Gebiet Neuguineas auf die Linie Biak-Manokwari zurückgezogen werden sollte.
Nach der Katastrophe des Take-Ichi-Konvois empfahl Generalleutnant Korechika Anami, Kommandeur der 2. Regionalarmee, eine Reihe von Umstrukturierungen für West-Neuguinea. Er schlug vor, die 219. Infanterie von Palau nach Biak zu bringen und ein weiteres Regiment der 35. Division von Halmahera, wo ihre Überreste nach der Katastrophe schließlich gelandet waren, nach Neuguinea zu entsenden. General Anami hatte auch Pläne, ein Regiment der 32. Division nach Biak zu schicken, um die 222. Infanterie zu verstärken oder zumindest die Division auf die Vogelkop-Halbinsel zu verlegen. Er schlug ebenso vor, die 2. Amphibische Brigade, eine kürzlich organisierte Einheit, die für den Transport von Kleinbooten und die Amphibienkriegsführung ausgebildet wurde, von den Philippinen nach Manokwari oder Biak zu verlegen. Allerdings war dem kaiserlichen Hauptquartier bewusst, dass diese Pläne mangels verfügbarer Schiffe nicht durchführbar waren. Daher genehmigte es nur die Konzentration der 35. Division in Sorong, die bis Ende Mai abgeschlossen war. Die 32. Division wurde in Halmahera stationiert und dort neu organisiert. Die neue Linie bedeutete einen strategischen Rückzug von über 965 km aus dem Gebiet Wakde-Sarmi seit März 1944. Biak und Manokwari vor der neuen Linie sollten so lange wie möglich als Außenposten gehalten werden. Die Streitkräfte des Wakde-Sarmi-Gebiets wurden praktisch als Verlust abgeschrieben und angewiesen, so gut sie konnten durchzuhalten.

### Die Yuki-Einheit
Die gesamte Truppe im Sarmi-Gebiet wurde als Yuki-Einheit bezeichnet. Die Matsuyama-Truppe, befehligt von Oberst Soemon Matsuyama, dem kommandierenden Offizier der 224. Infanterie, befand sich in Armopa, etwa auf halber Strecke zwischen Sarmi und Hollandia, als die Alliierten am 17. Mai auf dem Festland gegenüber Wakde landeten. Fast zeitgleich mit dem Abzug der Matsuyama-Truppe nach Hollandia teilte General Tagami das Gebiet Wakde-Sarmi in drei Verteidigungssektoren auf:
- Der rechte Sektor:  Die Insel Wakde sowie 21 km Küstenlinie von Tementoe Creek West bis zum Fluss Woske. Verteidigt von 300 Mann unter Oberstleutnant Kato.
- Der mittlere Sektor:  Westlich etwa 7 km bis Sawar Creek mit dem Sawar-Flugfeld. Verteidigt von ungefähr 2.500 Mann unter Oberst Naoyasu Yoshino.
- Der linke Sektor:  Von Sawar Creek rund 10,5 km nach Westen bis zum Tevar Creek. Verteidigt von ungefähr 2.500 Mann unter Generalmajor Shigeru Yamada.

Zusätzlich zu diesen Verteidigungssektoren und der Matsuyama Truppe gab es eine Reihe von unabhängigen Einheiten, die unter der Yuki-Gruppe operierten; Patrouillen an der Küste weit westlich von Sarmi und an Punkten tief im Landesinneren.
Die gesamte japanische Truppenstärke in der Sarmi-Region, einschließlich der vorübergehend abwesenden Matsuyama-Truppe, betrug etwa 11.000 Mann. Von diesen waren etwas mehr als die Hälfte ausgebildete und effektive Kampftruppen. Die genauesten Schätzungen der Alliierten vor dem 17. Mai gingen von insgesamt 6.500 Japanern aus, von denen etwa 4.000 als Kampftruppen galten.

## Alliierte Planung
Ursprünglich war geplant Wakde schon während der Hollandia-Operation einzunehmen was dann verworfen wurde. Allerdings rückte das Gebiet um Wakde-Sarmi schnell wieder in den Fokus der Alliierten, da die Japaner dort weitere Flugfelder aufbauten, sowie Truppen und Nachschub konzentrierten. Tatsächlich waren die alliierten Luftstreitkräfte der Ansicht, dass eine frühe Eroberung der Region Wakde-Sarmi nach der Einnahme Hollandias eine Voraussetzung für die weitere Bewegung in Richtung der Philippinen war. Als die Joint Chiefs of Staff im März 1944 General MacArthur angewiesen hatten, Luftunterstützung für Operationen im Zentralpazifikraum zu leisten, nahm die Besetzung sowohl des Wakde-Sarmi-Gebiets als auch der Insel Biak in der Strategie an Bedeutung zu.
Noch während der Hollandia-Operation konferierte MacArthur mit seinem Stab um die Vorbereitungen für die Operation der Wakde-Inseln möglichst schnell abzuschließen. Am 29. April teilte er dem Kriegsministerium mit, dass er etwa am 5. Mai Stellungen in der Region Wakde angreifen werde, mit dem vorrangigen Ziel, „mehr Flugplätze für die Stellung der Luftstreitkräfte nach vorne zu bekommen.“ Zudem sollten kleine Marinestützpunkte aufgerieben werden um feindliche Angriffe auf das Hollandia-Gebiet zu verhindern und spätere eigene Angriffe auf die Vogelkop-Halbinsel zu unterstützen.

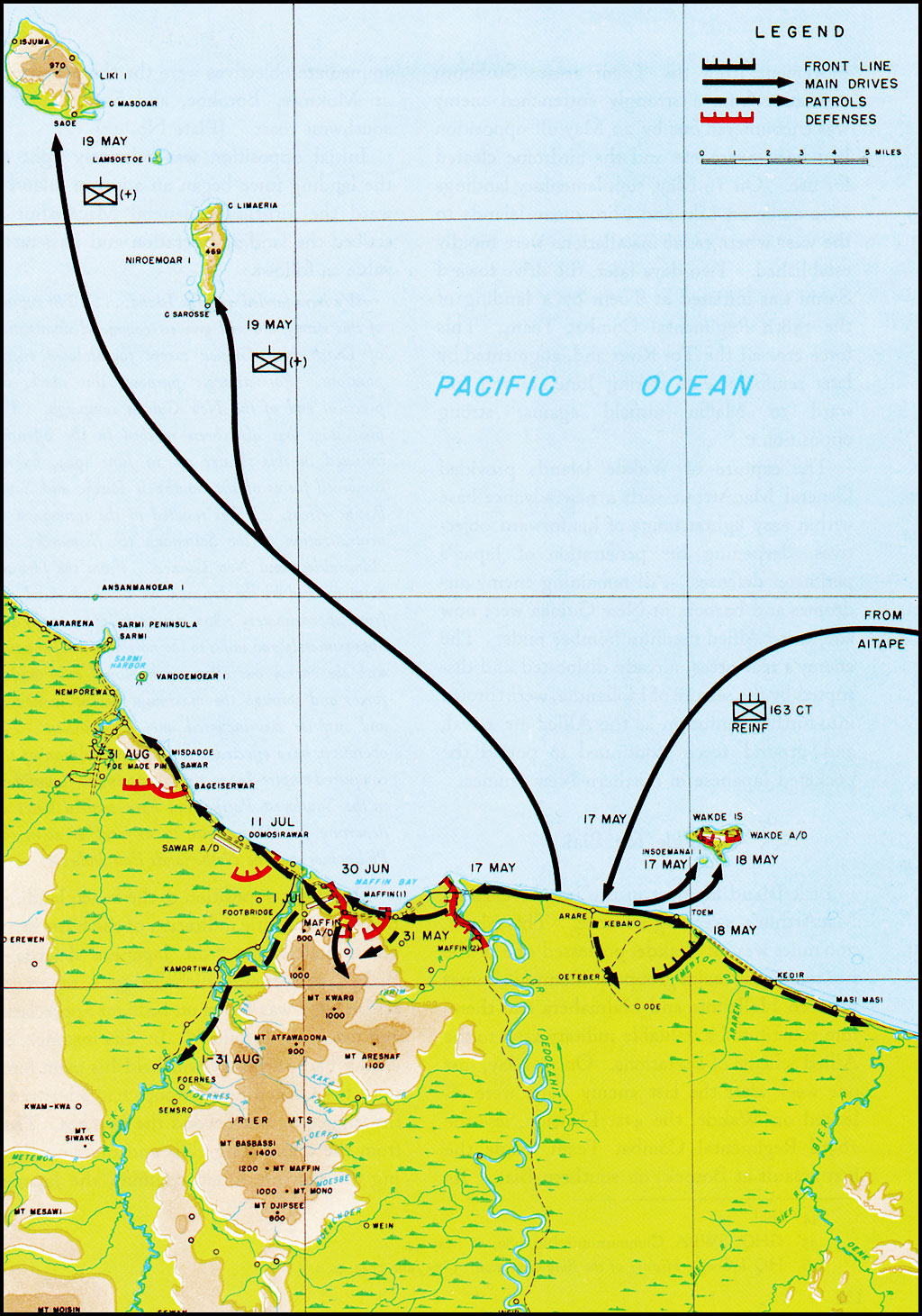
Die Wakde-Sarmi Operation

Es wurde beschlossen, in Sarmi eine Division ohne ein Regimentskampfteam einzusetzen und das Regimentsteam für die Eroberung von Wakde einzusetzen. Das 163. Regimentskampfteam der 41. Division (TORNADO Task Force) wurde angewiesen einen Brückenkopf in der Region Toem-Arare zu sichern, die Insel Wakde zu besetzen und den Ausbau der erforderlichen Basis zu schützen. Wakde war eine zu kleine Insel, um alle erforderlichen Kampf- und Versorgungstruppen ohne ernsthafte Überlastung direkt anlanden zu können. Da sich Toem in unmittelbarer Nähe feindlicher Küstenartillerie befand, die möglicherweise auf Wakde stationiert war, war geplant zuerst in Arara zu landen und von dort aus in Position für die Wakde-Invasion zu gehen.

### Planänderungen
Die Vorbereitungen für die Wakde-Sarmi Operation näherten sich in der ersten Maiwoche schnell dem Abschluss. Die drei Kampfteams der 41. Division waren in Hollandia und Aitape abgelöst worden und verluden ihre Vorräte. Marineeinheiten sammelten sich in den beiden vorgesehenen Bereitstellungsräumen. Die alliierten Luftstreitkräfte hatten begonnen die Ziele vor dem Angriff zu bombardieren.
Admiral Barbey, verantwortlich für die Koordinierung der Marineplanung, schlug am 4. Mai vor den D-Day auf den 21. Mai zu verschieben und gab zwei Gründe für die Verschiebung an:
1. Höhere Gezeiten am 21. Mai im Wakde-Gebiet als am 15. Mai und
2. Bedingt durch hohe Engpässe bei der Truppen-, Ausrüstungs- und Vorratsverladung im Hollandia-Gebiet sei keine ordnungsgemäße und vollständige Vorbereitung möglich.

General Krueger, der für die Koordinierung aller Planungen für die Wakde-Sarmi-Operation verantwortlich war, berief sofort eine Konferenz von Vertretern der ALAMO-Streitkräfte, der alliierten Luftstreitkräfte und der alliierten Seestreitkräfte ein, um den Vorschlag von Admiral Barbey zu erörtern. Die Konferenzteilnehmer, die am 6. Mai zusammentrafen, beschlossen, dass die Operation frühestens am 16. Mai (einen Tag nach dem bereits festgelegten Datum) beginnen könne, jedoch hätten wichtige strategische Überlegungen dann nicht mehr getroffen werden können. Somit wäre der 21. Mai vorzuziehen. Eine solche Verzögerung würde die Überlastung in Hollandia erheblich verringern und den alliierten Luftstreitkräften Zeit für viele weitere Angriffe gegen das Zielgebiet geben. General Krueger informierte General MacArthur unverzüglich über die auf der Konferenz ausgesprochenen Empfehlungen.
Um die Details dieses überarbeiteten Konzepts zu klären, fand am 9. Mai eine neue Planungskonferenz im Hauptquartier der ALAMO-Streitkräfte statt. Zu den Konferenzteilnehmern gehörten der Stabschef von General MacArthur; die Kommandeure der ALAMO-Streitkräfte, der alliierten Luft- und Seestreitkräfte und Vertreter der Advanced Echelon der Fifth Air Force und der Seventh Amphibious Force. Nach eingehender Diskussion entschieden die Konferenzteilnehmer, dass die vorgeschlagene Wakde-Biak-Operation durchgeführt werden könnte. Die ursprünglich für Wakde-Sarmi geplanten Streitkräfte wurden als ausreichend angesehen. Ein Regimentskampfteam wurde als stark genug für die Wakde-Phase angesehen und es wurde erwartet, dass der Rest der 41. Division die Flugplätze auf Biak besetzen könnte. Abschließend beschloss die Konferenz den D-Day für Wakde auf den 17. Mai und Z-Day für Biak auf den 27. Mai festzulegen.

Zeitgleich sollten zur Ablenkung japanische Schifffahrts- und Hafenanlagen in Surabaya auf Java durch Flugzeuge der Flugzeugträger Saratoga und Illustrious bombardiert werden (→ Operation Transom).

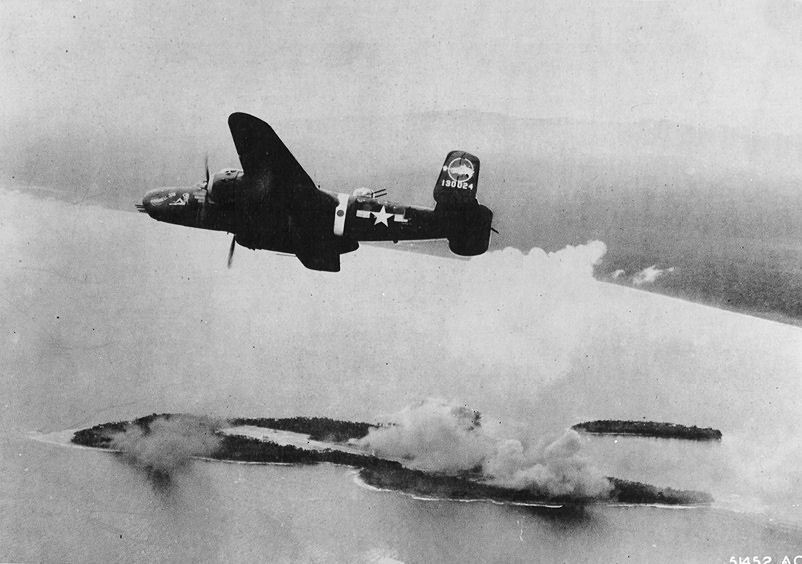
Bombardierung von Wakde im Mai 1944 durch B-25 Mitchell.

## Verlauf

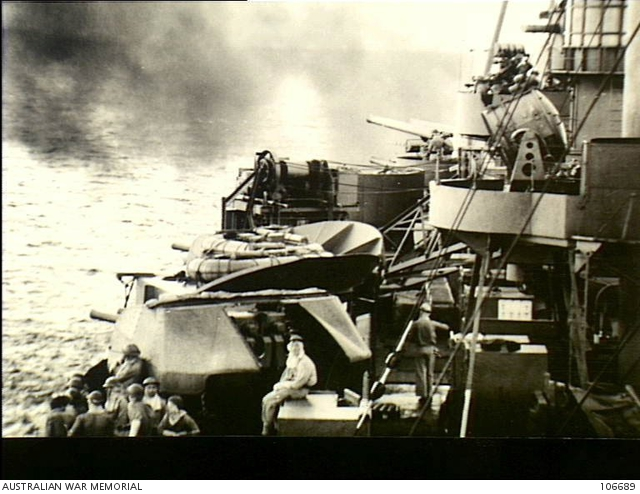
Die HMAS Shropshire bombardiert am 16. Mai das Sawar-Flugfeld

Die japanischen Stellungen auf Wakde waren am 21. April 1944 in Vorbereitung auf die Hollandia-Invasion von amerikanischen Trägerflugzeugen getroffen worden. Der einzige Widerstand war verstreutes Flugabwehrfeuer. Weitere Angriffe wurden ab dem 28. April von landgestützten Bombern durchgeführt, die ab dem 29. April durch Bombardements von Berkeys Task Force 75 ergänzt wurden. Das Wetter verhinderte dann den Flugbetrieb bis zum 13. Mai, als die Fifth Air Force wieder schwere Angriffe gegen Wakde und Biak flog.
Eine Landeflottille aus zwei Truppentransportern und 11 LCIs startete am 15. Mai mit dem 163. Regimentskampfteam in Aitape, und die gesamte Angriffsgruppe versammelte sich am 16. Mai in Hollandia, gesichert von Kreuzertruppen unter Crutchley und Berkey. Die Alliierten vermuteten zu Recht, dass die japanische Marine mit den Vorbereitungen für eine entscheidende Schlacht auf den Philippinen oder den Marianen beschäftigt war und keine ernsthaften Anstrengungen unternehmen würde, um die Operation zu verhindern.
Tagami hatte unterdessen ungefähr 800 seiner Männer nach Wakde entsandt und weitere 1.700 entlang der Küste gegenüber der Insel verteilt, den Rest zwischen Sawar und Sarmi.

### Die Landung bei Arare
Die ersten Landungen am 17. Mai auf dem Festland überraschten Tagami. Japanische Stellungen wurden fast eine Stunde lang von fünf leichten Kreuzern und zehn Zerstörern bombardiert, gefolgt von einer Raketenbombardierung der Landungsstrände durch zwei LCIs. Ein Brückenkopf wurde schnell gesichert und Artillerie eingesetzt um die für den nächsten Tag auf Wakde geplanten Landungen zu unterstützen. Landungen fanden auch auf der Insel Insumanai südlich von Wakde statt, wo Mörser und schwere Maschinengewehre aufgestellt wurden.

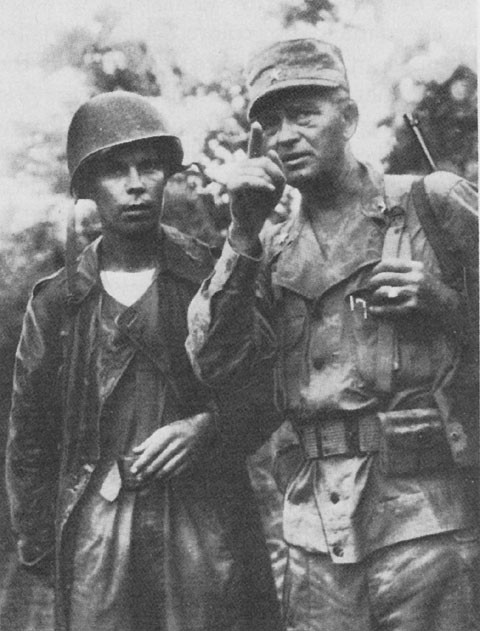
Kommandierender Brigadegeneral Jens A. Doe der 41. Infanteriedivision und sein 1st Lt. Rob D. Trimble während der Arare-Landung

Der Brückenkopf erstreckte sich westlich von Arare etwa 6,4 km bis zum Fluss Tor und östlich fast gleich weit vom Tementoe Creek entfernt. Zwischen diesen beiden Gewässern befindet sich ein harter Sandstrand, der etwa 250 Meter tief und nur durch einen kleinen Bach unterbrochen war. Hinter diesem Küstenstreifen befand sich ein niedriges, etwas sumpfiges Gebiet, das mit Dschungelunterholz und dichtem Regenwald bedeckt war. Dieses Gebiet erstreckte sich rund vier bis zehn km landeinwärts bis zu den Ausläufern von Bergen. Die Männer der Landungseinheiten fanden einen Küstenweg, der an einigen Stellen fast die Breite einer Straße erreichte und am Strand entlang lief.
Während der Landung verteilte sich das 3. Bataillon der 163. Infanterie am Ufer und sicherte schnell den Arare-Brückenkopf. Die Kompanie A des 116. Ingenieurbataillons und der 27. Ingenieure waren die nächsten Einheiten an Land und etwas später folgten das 1. und 2. Bataillon der 163. Infanterie. Das 2. Bataillon bewegte sich unter Schutz des 3. sofort nach Osten in Richtung Tementoe Creek und kurz darauf erreichte das 3. den Fluss Tor.
Das nächste Ziel war Insumanai, die kleinere der Wakde-Inseln. Diese nicht verteidigte Insel wurde in Vorbereitung auf den bevorstehenden Angriff auf die größere Wakde-Insel erobert. Die einzige bedeutende Gegenwehr kam von der japanischen Garnison auf Wakde, die am 17. Mai mit Mörsern und Maschinengewehren das Feuer eröffnete. Auf dem Festland befahl unterdessen General Tagami seinen verstreuten Streitkräften den Befehl, in die Region um Sarmi zurückzukehren.

Gegen Abend waren alle Einheiten für die Nacht vorbereitet und hatten sich eingegraben. Im Hauptquartier wurden die endgültigen Einzelheiten für die Eroberung von Wakde am nächsten Morgen besprochen und beschlossen. Die auf dem Festland stationierte Artillerie, die Gruppe auf Insumanai und einige der vorgelagerten Schiffe sollten die ganze Nacht über auf Wakde feuern. Am 18. Mai um 07:15 Uhr sollten Flugzeuge der Fifth Air Force eine einstündige Bombardierung von Wakde starten. Um 08:30 Uhr war ein schweres See- und Artilleriefeuer vorgesehen, zuerst auf den geplanten Landestrand am Südufer von Wakde und dann auf die Nordseite der Insel. Die Landung selbst war in sechs Wellen für 9:00 Uhr geplant.

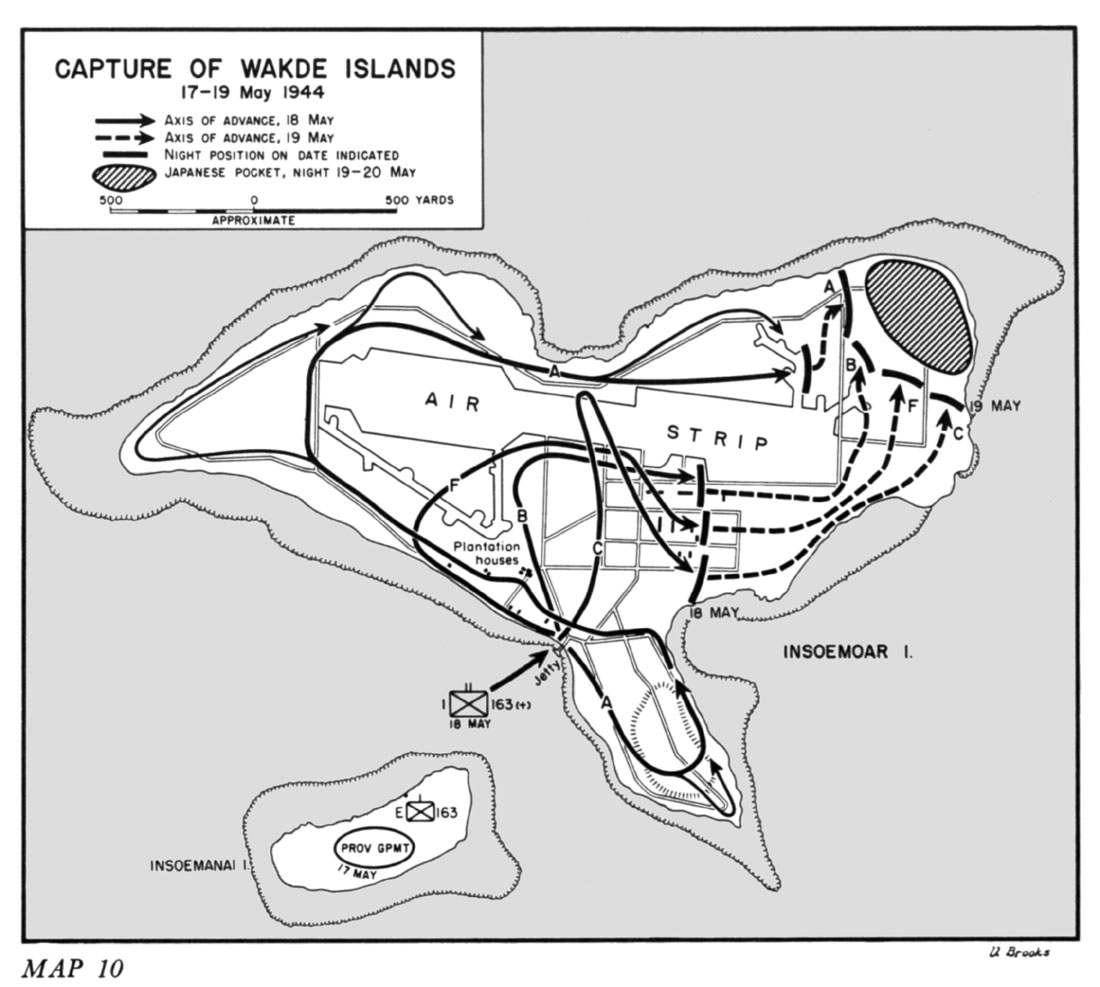
Eroberung von Wakde

### Die Eroberung von Wakde(Operation Straightline)

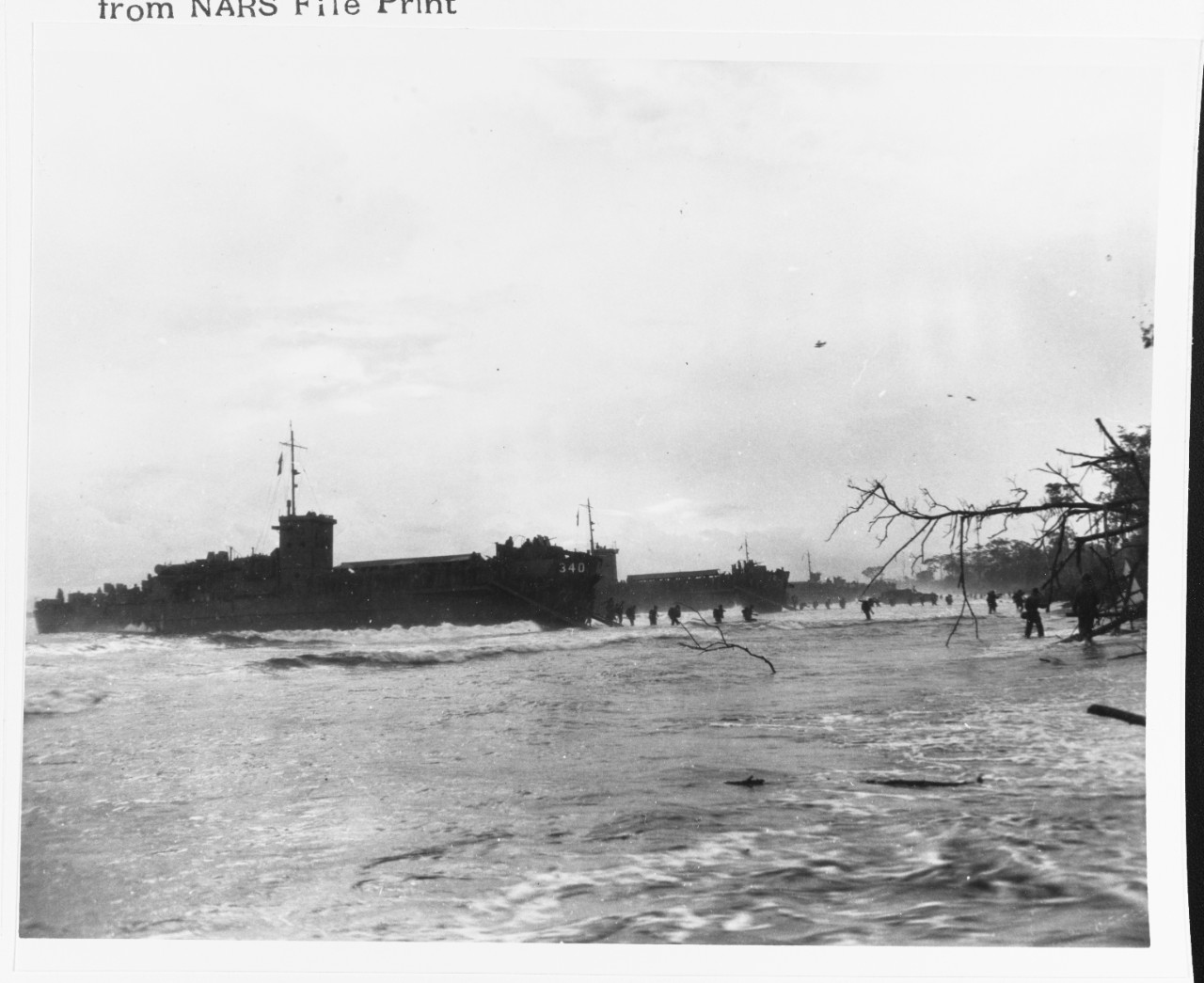
USS LCI-340 und andere Landungseinheiten im Bereich Tor/Toem

Der Kern der japanischen Garnison auf Wakde war die 9. Kompanie des dritten Battalions der 224. Infanterie. Diese Kompanie wurde durch einen Zug Bergartillerie mit 75-mm-Kanonen und einiger Mörser, sowie leichte und schwere Maschinengewehrtrupps verstärkt; insgesamt rund 380 Mann. Dazu kamen 140 Mann der Marine und eine Batterie des 53. Flugabwehrbattalions, dessen Waffen größtenteils längst demontiert worden waren. Einige Einheiten für das Flugfeld und Servicepersonal brachten die gesamte japanische Stärke der Insel auf fast 800 Soldaten.
Die Waffen der japanischen Verteidiger bestanden aus leichten Mörsern oder Gewehren und einigen schwereren Waffen, wie 20-mm-Flugabwehrkanonen, Maschinenkanonen und Maschinengewehren des Kalibers 50 aus beschädigten japanischen Flugzeugen. Anscheinend hatte keines der japanischen 75-mm-Berggeschütze die vorläufige Bombardierung der Insel Wakde überstanden.

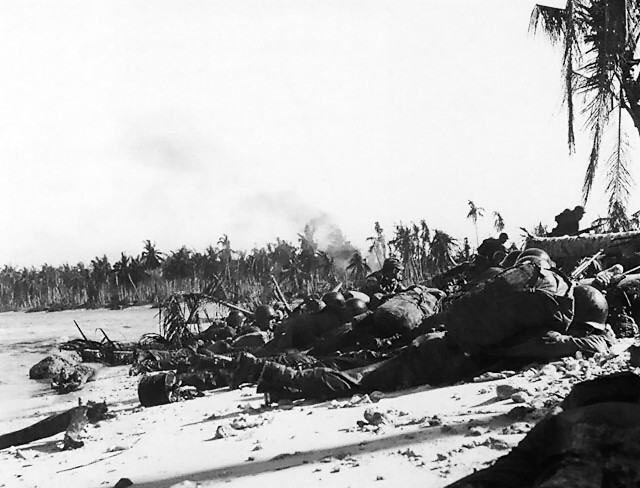
Amerikanische Soldaten am Strand von Wakde

Die erste Welle LCVPs mit der Kompanie B an Bord, erhielt aus etwa 300 Metern Entfernung vom Strand japanisches Gewehr- und Maschinengewehrfeuer. Sie landeten dessen ungeachtet um 09:10 Uhr auf Wakde. Kurz darauf konnten zwei Panzer angelandet werden. Ein Dritter hatte einen Defekt und ein weiterer fiel von der Laderampe des LCM ins Wasser. Von den Flanken nahm das feindliche Feuer mehr und mehr zu, aber der Brückenkopf konnte schnell gesichert werden. Die beiden Panzer schwenkten mit den B und F Kompanien nach Westen zur Erweiterung der Stellung. Kompanie C drang weiter nach Norden in Richtung Landebahn vor und Kompanie A zerstörte im Südosten auf einem kleinen Hügel eine japanische Maschinengewehrstellung. Als Kompanie C weiter ins Inselinnere vorstieß verstärkte sich der japanische Widerstand und sie gerieten in ein Kreuzfeuer. Es dauerte einige Stunden und benötigte die Hilfe der Panzer die gegnerischen Unterstände einzunehmen, die sehr gut unter umgestürzten Kokospalmen und Unterholz verborgen waren.
Unterdessen erreichte Kompanie B den Flugplatz. Kurz darauf auch Kompanie F. Nach einigen Kämpfen südlich der Landebahn und Zerstörung der dortigen japanischen Bunker stand Kompanie C gegen 11:30 Uhr auf dem Flugfeld. Kompanie F wurde noch nordwestlich durch feindliches Maschinengewehrfeuer aufgehalten.

Das weitere Vordringen der Einheiten an die Nordküste von Wakde dauerte noch bis 13:30 Uhr, da auf dem Weg dorthin japanischer Widerstand aus drei Bunkern gebrochen werden musste. Nur im Nordwesten versuchten die Japaner noch hartnäckige Gegenwehr zu leisten. Nur mittels heftigem Artilleriefeuer vom Festland und neuem Waffennachschub, der am späten Mittag eintraf, gelang es die Japaner bis auf versprengte Gruppen auszuschalten.

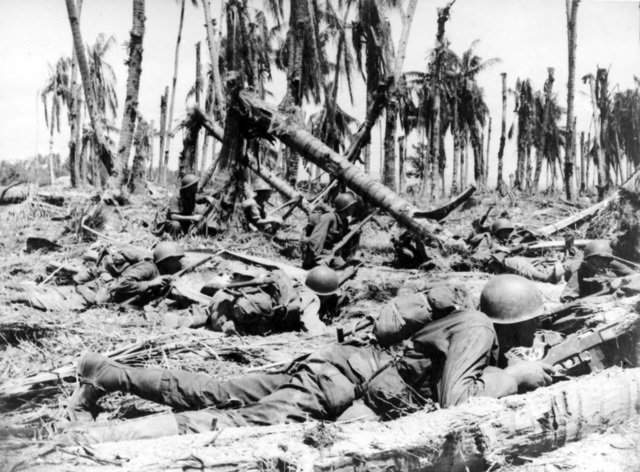
In Deckung liegende amerikanische Einheiten auf Wakde

Gerade diese Gruppen machten mit ihren selbstmörderische Attacken den Amerikanern bis zum 20. Mai zu schaffen. Die seit dem Vortag begonnenen Instandsetzungsarbeiten an der Landebahn wurden dadurch immer wieder unterbrochen.
Gegen Mittag des 21. Mai war das Flugfeld einsatzbereit. Die ersten Flugzeuge landeten an diesem Nachmittag auf der Insel, zwei Tage früher als geplant. Innerhalb weniger Tage wurde die Landebahn ausreichend repariert und vergrößert damit von Wakde die Biak-Operation am 27. Mai und der Vormarsch auf die Marianen Mitte Juni unterstützt werden konnten.
Die Kumamba-Inseln, 16 km nördlich von Sarmi, wurden schon am 19. Mai ohne japanische Gegenwehr besetzt und dort eine Radarstation zur Frühwarnung für Wakde eingerichtet.

### Japanische Reaktion nach der Landung
General Tagami orderte am 17. Mai nach den alliierten Landungen die Matsuyama-Truppe nach Sarmi zurück. Infolge alliierter Luftangriffe hatte er etwa 250 Tote zu verzeichnen und an diesem Tag flohen Truppen aus dem rechten Verteidigungssektor im Gebiet Toem-Arare über den Fluss Tor und den Tementoe Creek. Die folgende Eroberung von Wakde kostete Tagami die komplette Inselbesatzung von 800 Mann. Die weiteren alliierten Luft- und Seebombardierungen trugen dazu bei, dass die Yuki-Gruppe wahrscheinlich vom 17. bis 20. Mai über 1.000 Mann verlor. Der Nahrungsmittel- und Munitionsvorrat war ebenso weitgehend vernichtet worden. Am 19. Mai befahl ihm die 2. Armee den Gegenangriff.
Tagamis Planung sah eine Zangenbewegung vor, mit der Matsuyama-Truppe in Masi-Masi, etwa 7 km östlich von Tementoe Creek, zum Angriff auf alliierte Stellungen in Toem, und an der Westflanke die neu organisierte Einheit aus dem Zentralsektor zum Angriff auf das Toem-Gebiet von Süden und Südwesten. Der Zeitpunkt wurde auf die Nacht vom 25. auf den 26. Mai gelegt.
Währenddessen versammelte sich die reorganisierende Streitmacht des rechten Sektors am Westufer des Flusses Tor, um den Vormarsch der Alliierten in Richtung der Maffin- und Sawar-Flugfelder zu verhindern.

### Lone Tree Hill

#### Erweiterung des Festland-Brückenkopfes
Während der Einnahme von Wakde beschränkten sich die alliierten Einheiten auf der Festlandseite auf Patrouillengänge und die Verbesserung und den Ausbau der Straßen. Zudem traf ein Nachschubkonvoi ein, der ohne Zwischenfall entladen wurde. An der Ostflanke über den Tementoe Creek hinaus konnten keine feindlichen Einheiten ausgemacht werden. Unterdessen war die Westflanke bereit über den Fluss Tor zu gehen und dort feindliche Aktivitäten auszukundschaften. Dies wurde bis zum Nachmittag des 18. Mai verschoben, nachdem Wakde nach Meinung von General Doe weitgehend gesichert worden war. Dann errichtete ein Bataillon einen Brückenkopf am Westufer, um eine Überquerung für den Rest der Mannschaft vorzubereiten. Am nächsten Tag wurden Beweise gefunden, dass die Japaner beabsichtigten das Terrain westlich des Flusses zu halten. Zwei organisierte und gut bewaffnete feindliche Patrouillen wurden in der Nähe von Maffin Nr. 1, einem einheimischen Dorf am Strand, etwa 3 km hinter dem Fluss Tor, angetroffen und eine weitere feindliche Patrouille befand sich in Maffin Nr. 2, einem Weiler etwa 2,5 km flussaufwärts. Einen Tag später eröffneten die Japaner mit Mörsern und Maschinengewehren erfolglos das Feuer auf den Brückenkopf. Die ALAMO Force teilte der TORNADO Task Force auf der Grundlage neuer, erhaltener Informationen mit, dass die Japaner einen größeren Gegenangriff gegen den Toem-Arare-Brückenkopf planten. Zwar gab es gegen Vormittag des 21. Mai schweres Artilleriefeuer, aber es kam zu keinem Angriff.
General Krueger war nun der Ansicht, dass Wakde erst dann gesichert sein würde, wenn weitere Informationen über japanische Absichten eingeholt werden könnten. Dementsprechend befahl er der TORNADO Task Force einen schnellen Offensivangriff in Richtung Sarmi, 25 km westlich des Tor einzuleiten, um den Feind in die Defensive zu drängen.
Dies war eine verhängnisvolle Entscheidung, die auf den spärlichen, unvollständigen Informationen über die Stärke und die Planung der japanischen Streitkräfte beruhte, die General Krueger zu dieser Zeit zur Verfügung standen. Sie sollte einen langwierigen und erbitterten Kampf auslösen. Die Kämpfe sollten jedoch nicht unter der Leitung von General Doe oder vom 163. Regimentskampfteam durchgeführt werden. Das Kommando der TORNADO Task Force wurde an Brigadegeneral Edwin D. Patrick übergeben. Er beschloss mit der 158. Infanterie „Bushmasters“ unter Kommando von Oberst J. Prugh Herndon das von der ALAMO Force befohlene Vorrücken nach Westen zu starten. Am 23. Mai begannen Elemente des kürzlich eingetroffenen Regiments das 3. Bataillon der 163. Infanterie an der Mündung des Tor zu entlasten.

#### Vorrücken nach Westen

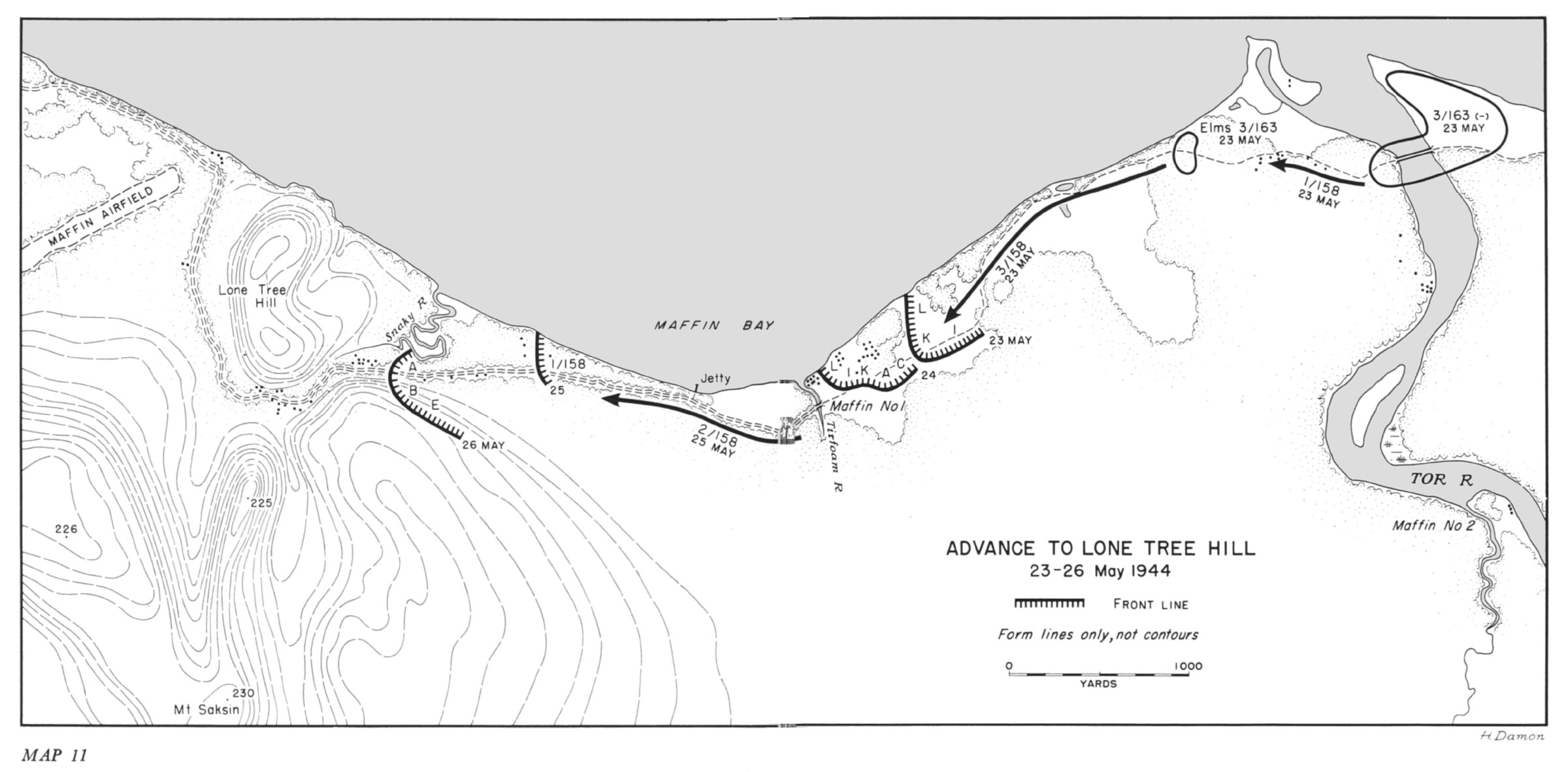
Vormarsch zum Lone Tree Hill vom 23. bis 26. Mai 1944

Am Morgen des 23. Mai rückte die Kompanie L der 158. Infanterie vom Brückenkopf am Tor nach Westen vor. Die Planung sah vor den Brückenkopf nach Westen auszudehnen. Dazu sollte auch eine Straßensperre in Maffin Nr. 1 errichtet werden. In diesem Dorf sollte sich das komplette Bataillon versammeln und auf den Angriff vorbereiten, der am 24. Mai bei Tageslicht nach Westen in Richtung Sarmi geplant war. Dieser Angriff sollte vom Rest der 158. Infanterie unterstützt werden, die am 24. und 25. den Tor überqueren sollte.
Etwa 1,8 km westlich des Tor stieß die Kompanie L am 23. Mai auf sehr starken Widerstand. Mit Hilfe zweier weiter nachrückender Kompanien konnte eine rund 400 m breite Front gegen die Japaner gebildet werden. Ein Durchbruch gegen die Japaner war aber unmöglich. Erst nach einem 15-minütigen Unterstützungsbombardement gegen 7:15 Uhr am 24. Mai drangen die Kompanien weiter vor. Zusammen mit einer Flammenwerferabteilung der Kompanie B der 27. Ingenieure, erreichten zwei Panzer gegen 10:00 Uhr die Linien der Kompanie K. Damit gelang es den Infanteristen die japanischen Verteidigungsanlagen zu überrennen. Die Kompanie L erreichte um 14:00 Uhr den Stadtrand von Maffin Nr. 1.
Feindlichen Stellungen am Westufer des Flusses Tirfoam westlich von Maffin Nr. 1 verhinderten mittels intensivem Maschinengewehrfeuer eine Überquerung durch die Kompanie L. Dies setzte sich auch weiter den Tirfoam hinauf fort, so dass Panzerunterstützung angefordert wurde. Daraufhin wurden vier Panzer nach vorne geschickt. In der Folge entwickelten sich heftige Kämpfe. Der japanischen Infanterie gelang es mit einer mitgeführten Panzerabwehrkanone drei Panzer so schwer zu beschädigen, dass diese zurückgezogen werden mussten. Ein Flankenmanöver der US-Streitkräfte konnte am Abend abgewehrt werden.
Unterdessen weiteten die Japaner ihr Vordringen südlich der 158. Infanterie in Richtung Toem und Arare aus. Ein Manöver, von dem die TORNADO-Task Force noch nichts wusste. Gleichzeitig gab die Verzögerung der Aktion am Tirfoam der Yuki-Gruppe ausreichend Zeit um in die Hügel südlich und östlich des Maffingebiets zu ziehen.
Unter Artillerie- und Mörserfeuer vom Ufer des Flusses auf mutmaßliche feindliche Verteidigungsanlagen westlich des Flusses begann am 25. Mai der Rückzug der 158. Infanterie bis zu einem Punkt 350 Meter östlich des Tirfoam. Eine Brücke, die den Tirfoam etwa 200 Meter landeinwärts überquerte, wurde gegen 9:15 Uhr durch ein Bataillon erreicht. Da die japanischen Verteidigungsanlagen weitgehend verlassen waren, gab es kaum Widerstand. Nur vereinzeltes Gewehrfeuer störte den Vormarsch. Die Kompanien B und C überquerten um 11:15 Uhr die Brücke ohne Zwischenfälle und gegen Mittag folgte das komplette 2. Bataillon. Oberst Herndon setzte als nächste Ziel Lone Tree Hill, ein markanter Hügel, der sich aus der flachen Küstenebene etwa 2 km westlich erhob.

#### Erste Kämpfe am Lone Tree Hill
Lone Tree Hill war nach einem einzelnen Baum benannt worden, der auf dem Hügel auf der Karte abgebildet war, die damals von der TORNADO Task Force eingesetzt wurde. Tatsächlich war die Korallenmasse des Hügels mit dichtem tropischen Regenwald und Dschungelunterholz bedeckt. Lone Tree Hill war ungefähr 53 m hoch, von Nord nach Süd 1,2 km lang und von Ost nach West 1,1 km breit. Die Nordseite fiel steil zur Maffin Bay ab. Den Osthang des Hügels durchfloss ein kurzer, stark gewundener Bach, der von der 158. Infanterie als „Snaky River“ bezeichnet wurde.
Einige nicht näher umgrenzte Hügel wurden als „Mount Saksin“ benannt, darunter speziell ein Gipfel der sich etwa 2 km südlich von Lone Tree befand. Dorthin hatte General Tagami sein Hauptquartier verlegt. Als die 158. Infanterie am 24. vorrückte bewegten sich Elemente der Yuki-Gruppe und der rechten Sektortruppe auf Hügel 225 und Lone Tree Hill zu. Hügel 225 lag westlich von Lone Tree Hill und war nach seiner Höhe in Fuß „Hill 225“ genannt worden. Dort bauten die Japaner schnell starke Verteidigungsstellungen aus. Zusammen mit den natürlichen Geländebarrieren in der Region bewachten diese effektiv die Landanflüge zum Maffinlandestreifen, der weniger als 1 km westlich von Lone Tree Hill lag.
Am 25. Mai rückten die Amerikaner mit zwei Bataillonen vor und lagen gegen Abend am Snaky River. Bis zu diesem Zeitpunkt war ihnen immer noch nicht klar, wie hoch die Stärke der Japaner am Lone Tree Hill tatsächlich war. Der Plan für den 26. Mai sah vor den Hügel und ein einheimisches Dorf am östlichen Ende des Passes zu erobern und, wenn möglich, zum Fluss Woske durchzudringen, der 2 km westlich des Hügels lag.
Zwei Zerstörer feuerten, unterstützt durch ein 15-minütiges Artillerie-Bombardement, am Morgen des 26. bis 8:45 Uhr auf die vermeintlichen Stellungen der Japaner. Kurz darauf begann der Angriff der Infanterie. Da dieser zu weit östlich verlegt war und sie durch tiefen Dschungel mussten, hatten die Japanern Zeit sich wieder in ihre Verteidigungsstellungen zurückzuziehen. Die Amerikaner konnten tagsüber nur etwa 1 km vorrücken und die Japaner hielten immer noch die gesamte Anhöhe. Nun war klar wie stark der Hügel verteidigt war, doch im Hauptquartier war dies noch nicht bekannt. Daher lautete der Befehl für den 27. Mai, dass beide Hügel eingenommen werden und die beiden Einheiten weiter Richtung Westen vorrücken sollen.
Nach einer weiteren Bombardierung japanischer Stellungen durch einen Zerstörer und der landgestützten Artillerie am Morgen des 27. startete die Kompanie F einen weiteren Vormarsch auf den Hügel 225. Erst spät am nächsten Tag wurde entdeckt, dass sie sich tatsächlich auf der Ostseite des Berges Saksin befanden, etwa 700 Meter östlich von ihrem gemeldeten Standort. Kompanie B lag unterdessen unter schwerem Maschinengewehr- und Mörserfeuer aus verborgenen feindlichen Positionen an den südlichen und südwestlichen Hängen des Lone Tree Hill. Kompanie E versuchte zur Hilfe zu kommen, geriet aber ebenfalls unter Feuer. Eine Patrouille der Kompanie F stellte währenddessen fest, dass die japanischen Stellungen sich auf ein sehr enges Gebiet beschränkten. Am Westufer des Snaky River patrouillierte Kompanie A und erkundete den Ostrand des Hügels. Dieser stellte sich als unbesetzt heraus. Das gegnerische Feuer vom Morgen war offenbar vom Strand unterhalb der Nordwand des Lone Tree Hill gekommen. So konnte sich die Kompanie für die Nacht auf der Spitze des Hügels eingraben.
Am nächsten Tag wurden zwei Panzer auf dem Seeweg an die Mündung des Snaky River gebracht. Sie sollten nach Süden vorrücken, um die Kämpfe zu unterstützen. Kompanie A und C rückten westlich von Lone Tree Hill vor. Auf dem Hügel versuchte Kompanie A nach Norden vorzudringen um die Küstenseite freizukämpfen. Sie konnte jedoch von den japanischen Verteidigern gestoppt werden, die sich in Höhlen auf den Klippen eingegraben hatten. Kompanie C rückte weiter nach Nordwesten vor, wurde jedoch an ihrer linken Flanke angegriffen. Da die Wasser- und Munitionsvorräte zur Neige gingen, wurden alle Kompanien angewiesen sich zum Snaky River zurückzuziehen.

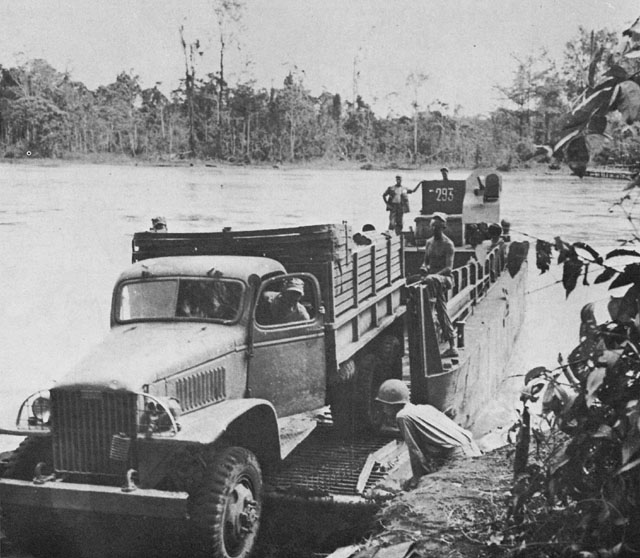
LCM (Landing Craft Mechanized) als Fähre in der Mündung des Tor, Ende Mai 1944

General Patrick entschied, dass er nicht genug Männer hatte, um seinen Perimeter gegen solch heftigen Widerstand weiter nach Westen auszudehnen und beschloss stattdessen, sich auf die japanischen Truppen zu konzentrieren, die sich noch im Süden und Osten des Hauptteils des Brückenkopfs befanden. Seine Entscheidung wurde bestätigt, als in der Nacht vom 27. auf den 28. Mai 200 japanische Truppen Toem angriffen. Um nicht zwei Bataillone der 163. Infanterie zu verlieren, die auf Biak benötigt wurden, musste daher ein Bataillon der 158. zurück nach Osten über den Tor, um den Haupt-Brückenkopf zu verteidigen. Auch die Verteidigungsposition am Snaky River war nicht ideal. So zogen sich die Amerikaner 2 km zum Fluss Tirfoam zurück. Die neue Verteidigungslinie wurde in der Nacht vom 29. auf den 30. Mai angegriffen. Ein Angriff der gegen die gefährdete Linie am Snaky River erfolgreich gewesen wäre, jedoch am Tirfoam zurückgeschlagen wurde.

#### Neuaufstellung der TORNADO Task Force
Zur gleichen Zeit erwogen das Hauptquartier von General MacArthur und die ALAMO Force Pläne, eine neue Division im Gebiet Wakde-Sarmi zu stationieren um die Operationen weiter westlich vorzubereiten. Es wurde entschieden, dass die 6. Infanteriedivision, die kürzlich das Dschungel- und Amphibientraining in Ost-Neuguinea abgeschlossen hatte, entsandt werden sollte.
Während die neue Verteidigungslinie entlang des Tirfoam am 30. Mai von der 158. Infanterie ausgebaut wurde, verlegten das 1. und das 3. Bataillon der 163. Infanterie zusammen mit dem Regimentshauptquartier nach Biak. Das 2. Bataillon blieb am Westufer des Tementoe Creek, der die Ostflanke der TORNADO Task Force markierte.
Am Abend des 30. Mai war die Task Force über fast 19 km Küstenlinie zwischen Tementoe Creek und dem Tirfoam verteilt. Das 2. und 3. Bataillon der 158. Infanterie und andere angeschlossene Einheiten befanden sich im Umkreis westlich des Tor. An der Ostseite der Tormündung wurden verschiedene Feldartillerieeinheiten aufgestellt. Das Hauptquartier befand sich in Arare, in der Nähe der Hauptversorgungs- und Munitionsdepots, und wurde vom 1. Bataillon der 158. Infanterie geschützt.
Es gab einundzwanzig Bereiche unterschiedlicher Größe, Stärke und Entfernung voneinander. Flugabwehrgeschütze wurden verteilt, um den größtmöglichen Schutz gegen niedrig fliegende japanische Flugzeuge zu bieten. Fast alle waren ausschließlich mit deren Bedienmannschaften besetzt. Nur eine Stellung westlich von Arare besaß Infanterieschutz. Alle anderen Stellungen lagen in mehr als 2 km Entfernung von den nächsten Infanteriestellungen.

#### Gegenangriff der Japaner
Noch während die 158. Infanterie in heftige Kämpfe um Lone Tree Hill verwickelt war, näherten sich die beiden Zangenarme von General Tagamis geplanter Umzingelung langsam dem Gebiet von Toem-Arare. Die Yoshino Gruppe umging die 158. Infanterie, indem sie sich weit landeinwärts bewegte. Sie hatte in der Nacht vom 25. auf den 26. Mai den Tor überquert. Am 26. hatten sich führende Elemente der Matsuyama Gruppe, die aus dem Osten vorrückten, etwa 4 km südlich von Toem in Position gebracht.
Die gesamte Stärke der Japaner im Gebiet Wakde-Sarmi betrug immer noch mehr als 8.000 Mann und nicht das von der TORNADO Task Force geschätzte Maximum von weniger als 4.000 Mann. 

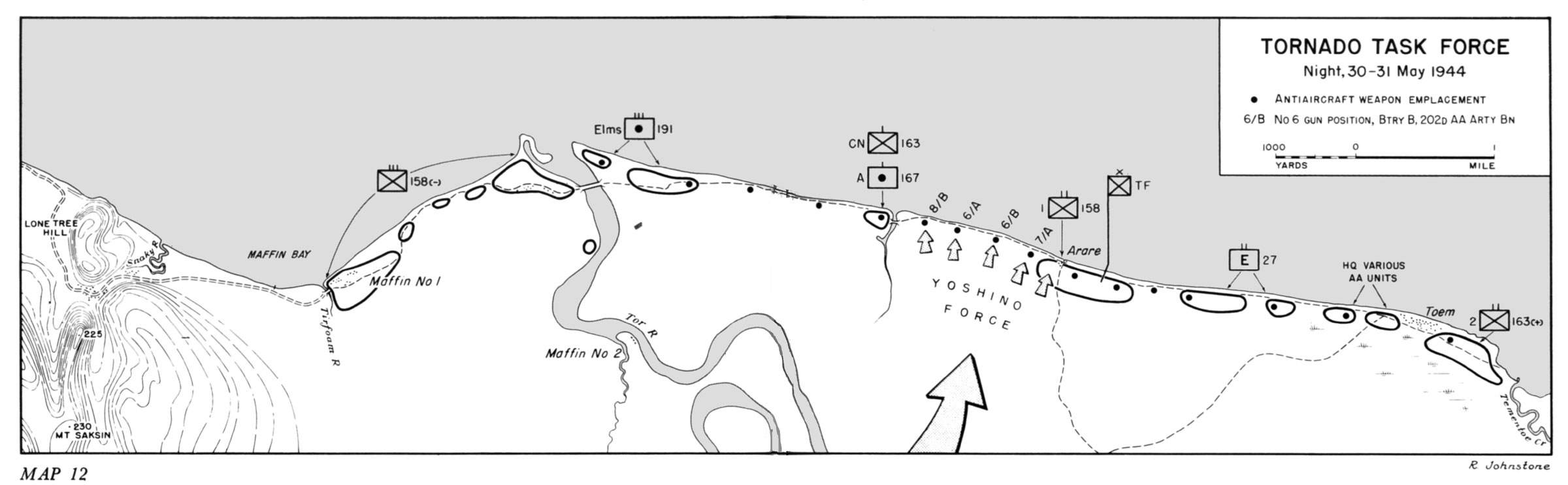
Angriff der Japaner (Yoshino Gruppe) auf die isoliert an der Küste stehenden Flugabwehrgeschütze in der Nacht vom 30. auf den 31. Mai 1944

Am Abend und in der Nacht vom 30. auf den 31. Mai griffen die Japaner die verstreuten amerikanischen Stellungen an der Küste westlich von Toem aus dem Süden an. Zuerst traf es gegen 18:30 Uhr die Stellung Nr. 6 der Batterie B, woraufhin sich deren Besatzung zur Stellung Nr. 7 der Batterie A zurückzog. Doch auch diese Stellung wurde kurz darauf angegriffen. Es gelang den Amerikanern die wiederholten Angriffe, die bis spät in die Nacht andauerten, immer wieder abzuwehren.
Etwa zur gleichen Zeit wurde auch die westliche Stellung Nr. 8 der Batterie B angegriffen. Deren Flugabwehrkanone überhitzte sich durch ständiges feuern sehr schnell, so dass der Besatzung nichts anderes übrig blieb, als sich in das umliegende Gestrüpp zu verteilen, wo sie noch einige japanische Angriffe in der Nacht überstehen musste.
Der nächste Angriff galt der 158. Infanterie des 1. Bataillons. Um 19 Uhr geriet das 1. Bataillon unter Gewehr- und Maschinengewehrfeuer und um 22 Uhr begannen die Japaner einen längeren Angriff auf Kompanie B. Dieser wurde unter sehr schweren Verlusten zurückgeschlagen.
Am Morgen des 31. Mai befahl General Patrick in dem Glauben, dass er die letzte Einheit der 163. verlieren würde, der 158. Infanterie sich östlich des Tor zurückzuziehen und nur einen kleinen Brückenkopf jenseits des Flusses zu behalten. Patrick plante in der Defensive zu bleiben, bis die Verstärkungen aus der 6. Division eintrafen.
Die Japaner kehrten in dieser Nacht nicht zurück und so begann die Task Force in den folgenden Tagen ihre Positionen in Erwartung starker japanischer Angriffe weiter zu stärken.

#### Rückzug der Japaner
Die Streitkräfte von Yoshino und Matsuyama hatten bereits jede Chance verpasst, die TORNADO Task Force schrittweise zu zerstören. Weder Oberst Yoshino noch Oberst Matsuyama war es gelungen die Operationen des Zangenangriffs zu koordinieren und General Tagami befand sich aufgrund von Kommunikations- und Versorgungsschwierigkeiten und der damit verbundenen Entfernung immer noch in seinem Kommandoposten auf dem Berg Saksin. Von dort konnte er keine taktische Kontrolle über die beiden Einheiten ausüben. Nach den schweren erlittenen Verlusten, entschied er, dass weitere Bemühungen den Brückenkopf von Toem-Arare zu erobern, erfolglos sein würden.
Am 10. Juni zog sich die Yoshino Force südwestlich über den Tor zurück um neue Stellungen in der Maffin Bay zu beziehen. Die Matsuyama-Gruppe, die Schwierigkeiten hatte Lebensmittel zu organisieren und zu sammeln, zog sich erst zwei Tage später nach Westen zurück. In der Zwischenzeit wartete die TORNADO Task Force auf die Ankunft eines Kampfteams der 6. Infanteriedivision, bevor die Offensivoperationen wieder aufgenommen wurden.

#### Entlastung durch die 6. Division
Die Planung sah weiterhin vor am 9. Juni ein Bataillon auf die Sarmi-Halbinsel zu schicken, dem am nächsten Tag ein weiteres folgenden sollte. Beide sollten aus der 6. Division stammen. Erkundungstrupps waren bereits auf der Halbinsel gelandet und hatten sie als nicht verteidigt gemeldet. Nachdem die Halbinsel gesichert war, sollten die beiden Bataillone 16 km südöstlich die Küste entlang nach Lone Tree Hill ziehen. Zeitgleich sollte die 158. Infanterie vom Tor nach Westen vorrücken.
Am 5. Juni erreichten die ersten Einheiten der 6. Division Toem. Der Kommandeur der Division, Generalmajor Clarence S. Ridley, forderte aber, dass keine seiner Truppen offensiv eingesetzt werden sollte bis mindestens zwei Regimentskampfteams an Land waren und seine Männer sich mit dem Gelände und der Situation in der Region vertraut machen konnten. Aus diesem Grund und weil die Schiffe der Navy vor Biak gebunden waren, entschloss sich General Patrick die Aktionen zu verschieben.
Die ersten Einheiten der 6. Division, die im Gebiet Wakde-Sarmi ankamen, waren das 1. Infanterieregiment und das 6. Ingenieurbataillon. Die 1. Infanterie entlastete sofort den Teil der 158. Infanterie, der den Toem-Arare-Brückenkopf hielt.
General Patrick beschloss nun den Vormarsch nach Westen fortzusetzen. Dieser Angriff sollte am Morgen des 7. Juni beginnen. Das erste Ziel war das Gebiet am Lone Tree Hill und Hügel 225. Das Endziel war wie am 25. Mai der Fluss Woske.
Die Japaner westlich des Tor blieben am 7. Juni inaktiv, während das 1. und 2. Bataillon in Richtung Maffin Nr. 1 patrouillierten und Vorbereitungen trafen, um am nächsten Morgen nach Westen weiter zu ziehen. Alle Einheiten sollten jeden Tag um 16:00 Uhr den Vormarsch unterbrechen um Nachtverteidigungspositionen zu beziehen.
Am 8. Juni um 08:30 Uhr begann der Vormarsch. Gegen Mittag gerieten die Einheiten unter starkes japanisches Feuer, dass aus Unterständen östlich des Tirfoam kam. Es musste Panzerunterstützung angefordert werden. Zwei am späten Abend eintreffende Panzer konnten durch ihren Beschuss die Japaner zurück drängen.
Nach einer ereignislosen Nacht hoben am nächsten Morgen die Panzereinheiten zusammen mit einem Infanteriebataillon die vorher ausgekundschafteten neuen Stellungen der Japaner aus. Nachdem dies geschehen war rückten alle Einheiten weiter nach Westen vor und erreichten gegen 15:30 Uhr das Ostufer des Tirfoam. Unzweifelhaft hätte die 158. Infanterie am Nachmittag den Tirfoam-Fluss überqueren können, aber am späten Vormittag war die Mission der Einheit aufgrund neuer Befehle von General Krueger geändert worden, der vorhatte, die 158. Infanterie für einen Angriff auf Noemfoor einzusetzen. Der Vormarsch westlich des Tirfoam war daher verschoben worden, bis ein zweites Kampfteam der 6. Division in der Gegend eintreffen konnte, um die 158. Infanterie zu entlasten.
Am 10. und 11. Juni beschränkte die 158. Infanterie ihre Aktivitäten darauf, zu patrouillieren, Verteidigungspositionen auszubauen und japanische Außenposten nach Westen zu vertreiben, was teilweise wieder mittels Panzerunterstützung geschah.
Die Japaner, die der Gruppe des rechten Sektors zugeordnet waren, flohen in Richtung des Berges Saksin und hinterließen einen Großteil ihrer Waffen, Munition und Ausrüstung.
General Franklin C. Sibert übernahm am 12. Juni das Kommando über die TORNADO Task Force. Sein erstes Problem bestand darin, die verschiedenen Einheiten der 6. Division zu entladen. Die Division war in Milne Bay, im Osten Neuguineas, hastig und unsystematisch verladen worden, weil die Schiffe, die sie nach Toem bringen sollten, so spät in Milne Bay ankamen, dass umfassende Ladepläne weder erstellt noch ausgeführt werden konnten. Zudem waren die Strände von Toem recht ungeeignete Landeplätze und die Lagereinrichtungen unzureichend. Das Entladen verlief daher sehr langsam und die 20. Infanterie musste von der 158. Infanterie viele von der Besatzung bediente Waffen ausleihen, bevor sie die Einheit am Tirfoam entlasten konnte.
Am 14. Juni entsetzte die 20. Infanterie der 6. Division die 158. Infanterie am Tirfoam. Der 158. überquerte den Tor erneut und sammelt sich in einer Defensivposition am Westufer des Tementoe Creek. Patrouillen, die in der nächsten Woche nach Süden und Osten geschickt wurden, trafen auf einige Nachzügler der japanischen Garnison in Hollandia oder der Matsuyama Gruppe. Am 22. Juni wurde das gesamte Regimentskampfteam von jeglicher Kampfverantwortung in der Region Wakde-Sarmi entbunden und begann mit den letzten Vorbereitungen für den Einsatz auf der Insel Noemfoor.

#### Der Kampf um Lone Tree Hill
Das Ziel der 20. Infanterie war die Einnahme von Lone Tree Hill und Hügel 225, aber der Vormarsch sollte fortgesetzt werden bis alle Japaner in der Küstenregion zwischen Tirfoam und Sarmi im Landesinneren vernichtet oder vertrieben worden waren. Informationen, die das 158. Infanterieregiment erhalten hatte, wurden der 6. Infanteriedivision übergeben, erwiesen sich jedoch als lückenhaft und nicht ganz korrekt. Ab dem 21. Juni sollte die 20. Infanterie ein neues und detaillierteres Bild des Lone Tree Hill-Gebiets erhalten.
Lone Tree Hill enthielt ein wahres Labyrinth japanischer Verteidigungsanlagen. Es gab viele Höhlen und Bunker auf der westlichen Klippe; Positionen, die durch hohe Bäume oder Unterholz auf der Klippenwand vor Bodenbeobachtern verborgen waren. Zwei 75-mm-Artilleriegeschütze waren am Strand zwischen Felsvorsprüngen platziert worden. Am felsigen Ufer mindestens ein und in der östlichen Schlucht fünf weitere Geschütze. Alle waren so aufgestellt, dass sie den größten Teil der nordwestlichen, nördlichen und nordöstlichen Landangriffe und Seeanflüge zum Lone Tree Hill abdeckten. Auf dem Hügelplateau befanden sich japanische Verteidigungspositionen in Holz- und Erdbunkern die nur schwer zu lokalisieren waren. Eine der problematischsten Installationen war ein japanischer Beobachtungsposten im nördlichen Teil des Hügelplateaus. Dieser Posten, ungefähr dreißig Meter über dem Boden in den Zweigen eines riesigen Baumes, war robust gebaut und geschickt getarnt worden. Von der Position aus konnten die Japaner Bewegungen entlang der Hauptstraße östlich von Lone Tree Hill, den gesamten Strandbereich von Sarmi bis Arare und Manöver auf dem größten Teil des Hügels genau beobachten. Informationen zeigten, dass Lone Tree Hill von 700 bis 800 Japanern verteidigt wurde.
Am Morgen des 21. Juni bestanden die Aktivitäten der 20. Infanterie hauptsächlich aus Patrouillengängen um feindliche Bewegungen auf und um Lone Tree Hill zu lokalisieren. Die Kompanien A und B bewegten sich südlich der Hauptstraße in Richtung Hügel 225 und stießen auf starken Widerstand. Am Ende des Tages waren die Positionen des 1. Bataillons im Wesentlichen die gleichen wie am Morgen, außer dass sich die Kompanie B südlich der Straße und etwa 600 Meter vom Rest des Bataillons entfernt befand.
Die Patrouillen des 3. Bataillons erreichten am Morgen die Nordostwand von Lone Tree Hill und beobachteten feindliche Aktivitäten am Strand unterhalb von Rocky Point. Aufgrund der Aufklärung wurde beschlossen, dass das 3. Bataillon am Nachmittag angreifen sollte. Nach einem 15-minütigen Artillerie- und Mörserbeschuss bewegte sich eine Kompanie über den Snaky River. Entlang einer Klippe waren japanische Verteidigungsanlagen errichtet worden, was ihnen nicht bekannt war. In schwerem Maschinengewehrfeuer blieb eine Kompanie des 3. Bataillons stecken. Obwohl versucht wurde die japanische Stellungen zu umgehen und aus der Flanke anzugreifen gelang es nicht weiter voranzukommen. Da vor Einbruch der Dunkelheit keine Zeit war zusätzliche Raketen nach vorne zu bringen wurden alle Einheiten des 3. Bataillons für die Nacht an das Ostufer des Snaky River zurückgezogen. Die 20. Infanterie sollte den Angriff am nächsten Morgen fortsetzen.

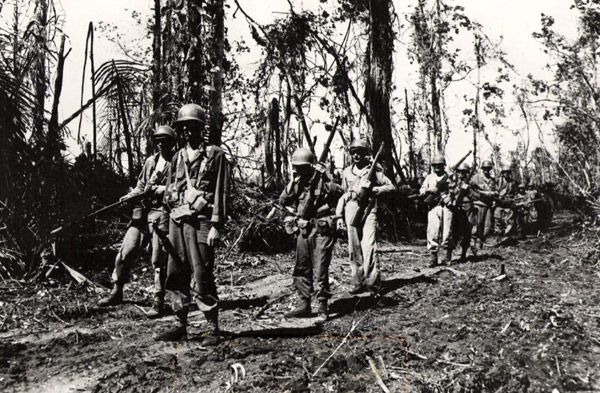
Einheiten der 6. Division erreichen am 22. Juni die Stellungen am Hügel 225

Die Artillerie der Task Force und die 81-mm-Mörser der 20. Infanterie feuerten die ganze Nacht über auf Lone Tree Hill, wobei sie sich auf das Gebiet um Rocky Point konzentrierten. Um 8:00 Uhr am 22. Juni beschossen 18 Thunderbolts von Wakde kommend Lone Tree Hill und ließen ihre volle Zusatztanks fallen, die weite Gebiete in Brand setzten. Danach setzte für zehn Minuten wiederum ein starkes Artilleriefeuer ein. Unter nur wenig Gegenwehr konnten zwei Kompanien ab 8:30 Uhr beginnen den Hügel zu erklimmen. Erst gegen 11:30 Uhr begannen die Japaner mit Mörsern und Maschinengewehren den Vormarsch zu stoppen. Daher wurde eine dritte Kompanie vom Strand herauf beordert um die beiden anderen zu unterstützen. So erreichten die ersten amerikanischen Soldaten die Spitze von Lone Tree Hill südlich von Rocky Point um 12:40 Uhr.
Von der Südostseite versuchten zwei weitere Kompanien unter starkem Abwehrfeuer Lone Tree Hill zu erklimmen, was ihnen nicht gelang. Sie zogen sich in Richtung Osten zurück und begingen von dort aus den Weg hinauf, den die anderen Kompanien vor ihnen genommen hatten. Um 15:00 Uhr hatten alle Kompanien am Nordende des Hügels einen Halt gesichert.
Das 2. Bataillon versuchte am Nachmittag den anderen zu folgen kam aber nur bis zu einem Punkt etwa 400 Meter südlich des 3. Bataillons. Zunehmend starke feindliche Opposition machte es unmöglich die Lücke zwischen den beiden Einheiten vor Einbruch der Dunkelheit zu schließen. Für die Nachtverteidigung wurden hastig Stellungen eingerichtet. Am nächsten Morgen konnte das 2. Bataillon unter nur unbedeutendem Widerstand Lone Tree Hill ersteigen.
Für den zweiten Tag in Folge hatte der Befehlshaber der Task Force Grund zu der Annahme, dass das Gebiet des Lone Tree Hill nicht stark besetzt war und er erwartete, dass der Hügel in Kürze gesichert sein würde. Allerdings fand das 3. Bataillon am Nachmittag Hinweise darauf, dass die Japaner andere Pläne hatten. Die neue Bataillonstellung befand sich in Sichtweite des Beobachtungspostens der Japaner, der fast ununterbrochen besetzt war, obwohl im Laufe des Nachmittags vier oder fünf Japaner aus ihm herausgeschossen wurden. Durch die Nähe des Postens zur amerikanischen Stellung konnte die Artillerie ihn nicht beschießen. Im Gegensatz beschossen die Japaner aber die amerikanische Stellung mit einem gezielten Artilleriefeuer was zeigte, dass die Japaner ihre Beobachter gut einsetzten. Es gab auch Grund zu der Annahme, dass die vielen Höhlen und Spalten entlang der Schlucht und des Rocky Point zahlreiche japanische Truppen enthielten, die den Amerikanern offenbar absichtlich erlaubt hatten die Spitze des Hügels zu erreichen, ohne ernst Gegenwehr zu leisten.
Der Verdacht erwies sich als begründet. Um 17:30 Uhr stürzten sich ungefähr zwei japanische Kompanien unter der persönlichen Führung von Oberst Matsuyama aus versteckten Positionen auf die amerikanischen Stellungen. Die schweren Kämpfe dauerten bis Mitternacht und die Japaner hatten die taktische Situation auf Lone Tree Hill vollständig umgekehrt. Das 2. Bataillon musste feststellen, dass es vollständig eingekesselt war. Am frühen Nachmittag war die 20. Infanterie noch im Rücken der Japaner gewesen. Jetzt befand sich der Feind im Rücken der 20. Infanterie und hatte sowohl das 2. als auch das 3. Bataillon isoliert und alle Kommunikationswege zur Basis des Hügels unterbrochen.
Im frühen Morgengrauen des 23. Juni griffen die Japaner das 2. Bataillon an. Da etliche Japaner sich amerikanischer Uniformen von Gefallenen bemächtigt hatten, dachte man, dass die feindliche Streitmacht eine freundliche Patrouille sein könnte, und die Japaner konnten bis auf fünfzehn Meter vor die Bataillonslinien vorrücken, bevor sie erkannt wurden. Es dauerte eine Stunde, bis die Ergebnisse dieser Fehleinschätzung korrigiert werden konnten; eine Stunde in der sowohl das 2. Bataillon als auch die Japaner schwere Verluste erlitten. Die Stunde endete mit einem feindlichen Rückzug.
Um das 3. Bataillon zu erreichen versuchte das 2. nach den Kämpfen am Morgen die japanischen Stellungen zu umgehen. Daher zogen sie sich vom Hügel zurück und wandte sich am Westufer des Snaky River nach Norden. Ungefähr 250 Meter südlich des Strandes drehten sie nach Westen und wurden um 10:00 Uhr von feindlichem Feuer aufgehalten. Dem Vormarsch standen feindliche Maschinengewehre, Mörser, Artillerie und Gewehrfeuer entgegen, aber das 2. Bataillon, bei dem die Kompanie G besonders schwere Verluste erlitt, kämpfte sich langsam durch feindliches Feuer nach oben. Um 14:00 Uhr erreichten die ersten Männer die Spitze des Hügels, aber erst gegen 16:30 Uhr hatte sich das Bataillon versammelt und eine Verteidigungsstellung errichtet.
Unterdessen versuchte eine Nachschubeinheit die 3. Kompanie unter großen Schwierigkeiten zu erreichen und mit Wasser und Nahrung zu versorgen. Sie hatte allerdings nur zeitweise Kontakt zur 3. Kompanie. Beide Bataillone erhielten tagsüber daher keine nennenswerten Mengen an Vorräten, und nur kleine Freiwilligengruppen versorgten diese Einheiten mit genügend Nahrung und Munition um den Kampf fortzusetzen. Allerdings gelang es den Versorgungsgruppen sich auf verschiedenen Wegen den Hügel hinauf und hinunter zu kämpfen und tagsüber viele Verwundete zu evakuieren.
Am Abend des 23. Juni gab es einen weiteren japanischen Angriff, der sowohl auf die Stellung des 2. als auch des 3. Bataillons gerichtet war. Diese Angriffe kamen von der Ostseite des Lone Tree Hill, wobei sich die Japaner offenbar auf der Nordseite des Hügels entlang des Rocky Point bewegt hatten. Der erste Angriff gipfelte in einem Bajonettangriff, der durch Gewehr- und Maschinengewehrfeuer mit schweren Verlusten für die Japaner abgewehrt wurde. Trotz dieser Niederlage setzten kleine Gruppen des Feindes in der Nacht vom 23. auf den 24. Juni die selbstmörderischen Angriffe fort.
Um die japanischen Nachschubwege abzuschneiden, befahl General Sibert für den Morgen des 24. Juni eine amphibische Landung um den Strand westlich von Rocky Point zu besetzen. Die Schiffe wurden am Strand in der Nähe des Tirfoam beladen und zehn LVTs, geschützt von dreizehn LVTs (A), setzten die Kompanie K um 9:00 Uhr am Strand ab. Beim Versuch landeinwärts zu ziehen wurden sie sofort von feindlichem Feuer aller Art, das von der Westwand des Lone Tree Hill und Rocky Point kam, am schmalen Strand festgehalten. Die LVTs brachten gegen 12:00 Uhr auch die Kompanie I an den Strand und danach ebenfalls vier Panzer der Kompanie C des 44. Panzerbataillons. Nach ihrer Ankunft deckten die Panzer die Evakuierung von Verwundeten und die Landung von Vorräten ab, indem sie auf japanische Stellungen in den sumpfigen Wäldern zwischen dem Strand und der Westklippe des Lone Tree Hill feuerten.
Die Kompanien I und K konnten im Landesinneren keine Fortschritte erzielen. Japanische Verteidigungsstellungen im sumpfigen Wald verhinderten einen Vormarsch. Die vier Panzer versuchten sich vom Strand zu entfernen, um diese Positionen anzugreifen, stellten jedoch fest, dass sie die niedrige Lehm- und Felsbank hinter der Uferlinie nicht überwinden konnten. Die Panzer blieben die Nacht am Strand um die Infanteristen zu schützen.
Auf dem Lone Tree Hill begannen währenddessen tagsüber die 2. und 3. Bataillone der 20. Infanterie angesichts feindlichen Mörser-, Gewehr- und Maschinengewehrfeuers, die Japaner aus den vielen Höhlen und Spalten am Rocky Point zu holen. Die Angriffsteams waren mit einer Vielzahl von Waffen bewaffnet, darunter Flammenwerfer, Panzerfäuste, Gewehrgranaten, Handgranaten, BARs, TSMGs, Sprengstoff und sogar Benzin. Während diese Aktion fortgesetzt wurde sicherte das 2. Bataillon mit Unterstützung der Kompanie L der 1. Infanterie den Versorgungsweg den Hügel hinauf.
Die Japaner gaben den Kampf am nächsten Tag langsam auf und wurden in ihren Höhlen getötet oder eingeschlossen. Die Verluste der Amerikaner nahmen aber weiter zu. Viele der Verluste waren nicht auf japanische Aktionen zurückzuführen. Viele Männer wurden über den jetzt gesicherten Versorgungsweg zur Spitze des Hügels evakuiert, wo sie vor Erschöpfung starben oder erkrankten.
Am Strand westlich von Rocky Point hatten die Kompanien I und K der 1. Infanterie wenig Erfolg bei der Erweiterung ihres Brückenkopfs. Die Panzer erwiesen sich in der Gegend als unbrauchbar und wurden deshalb nach Maffin Nr. 1 zurückgezogen. Erst am Nachmittag entfaltete das stetige Mörserfeuer, verbunden mit den Operationen auf dem Plateau die gewünschte Wirkung und die Kompanien I und K konnten ihre Verteidigungslinie über den schmalen Brückenkopf leicht nach Süden und Westen und in Richtung Ufer unterhalb von Rocky Point verschieben. So gelang es auch Patrouillen Kontakt zu Einheiten der 20. Infanterie aufzunehmen.
Am Abend hatten die Amerikaner die japanische Verteidigungstruppe der 223. Infanterie in der Gegend westlich von Lone Tree Hill im Wesentlichen ausgelöscht und im Norden des Lone Tree Hill zum Rückzug gezwungen. Der Kommandeur der japanischen 36. Division beschloss am 25. Juni, den Großteil der Streitkräfte des Zentrums und des rechten Sektors westlich des Flusses Woske abzuziehen und neue Verteidigungspositionen einzurichten um die 223. Infanterie nicht aufzugeben, deren Großteil nicht für den Einsatz auf dem Lone Tree Hill eingesetzt worden war. Nur die Überreste der 224. Infanterie sollten östlich der Woske bleiben und sich in unwegsames Gelände südwestlich des Berges Saksin zurückziehen.
Bis zum 30. Juni konnten alle noch vorhandene japanischen Unterschlüpfe auf Lone Tree Hill ausgehoben werden.
Am 1. Juli erweiterte die 1. Infanterie den Perimeter entlang der Küste bis zum Woske. Am 4. Juli besetzten Elemente der 63. Infanterie den Hügel 225 und eroberten am nächsten Tag den Kamm des Berges Saksin.
In der Zwischenzeit zogen sich die verbleibenden japanischen Streitkräfte schnell westlich des Woske zurück. Am 12. Juli sandte General Sibert eine Aufklärungstruppe über den Fluss. Sie bewegte sich schnell über das Sawar-Flugfeld hinaus hin zum Sawar Creek, der etwa 5 km hinter dem Woske liegt. Erst an den Ufern des Metimedan Creek, etwa 1,5 km hinter Sawar Creek, wurde die Truppe durch japanisches Feuer aus Positionen der linken Sektoreinheit und des 3. Battalion der 223. Infanterie entlang des Metimedan und aus dem Hochland jenseits des Flusses gestoppt.
Ab dem 14. Juli wurde die 6. Division durch die 31. Division unter dem Kommando von Generalmajor John C. Persons ersetzt. In der Zeit vom 18. Juli bis 31. August wurden in Maffin Bay täglich durchschnittlich 2.500 Tonnen verschiedenster Vorräte entladen. Bis in den September 1944 wurden immer wieder kleinere japanische Stellungen im Wakde-Sarmi Bereich ausgehoben.

## Folgen
Die Eroberung von Wakde verschaffte General MacArthur eine neue vorgeschobene Basis in Reichweite seiner weiteren, geplanten Ziele (→ Operation Montclair). Alle verbleibenden feindlichen Flugbasen in Neuguinea waren nun alliierten Bomberangriffen ausgesetzt. Die hinter den alliierten Truppen liegenden Feindgebiete, die bereits durch die Eroberung Hollandias zerstört und vom Nachschub abgeschnitten worden waren, wurden weiter durch alliierte Luft-, See- und Bodentruppen in starke Bedrängnis gebracht.

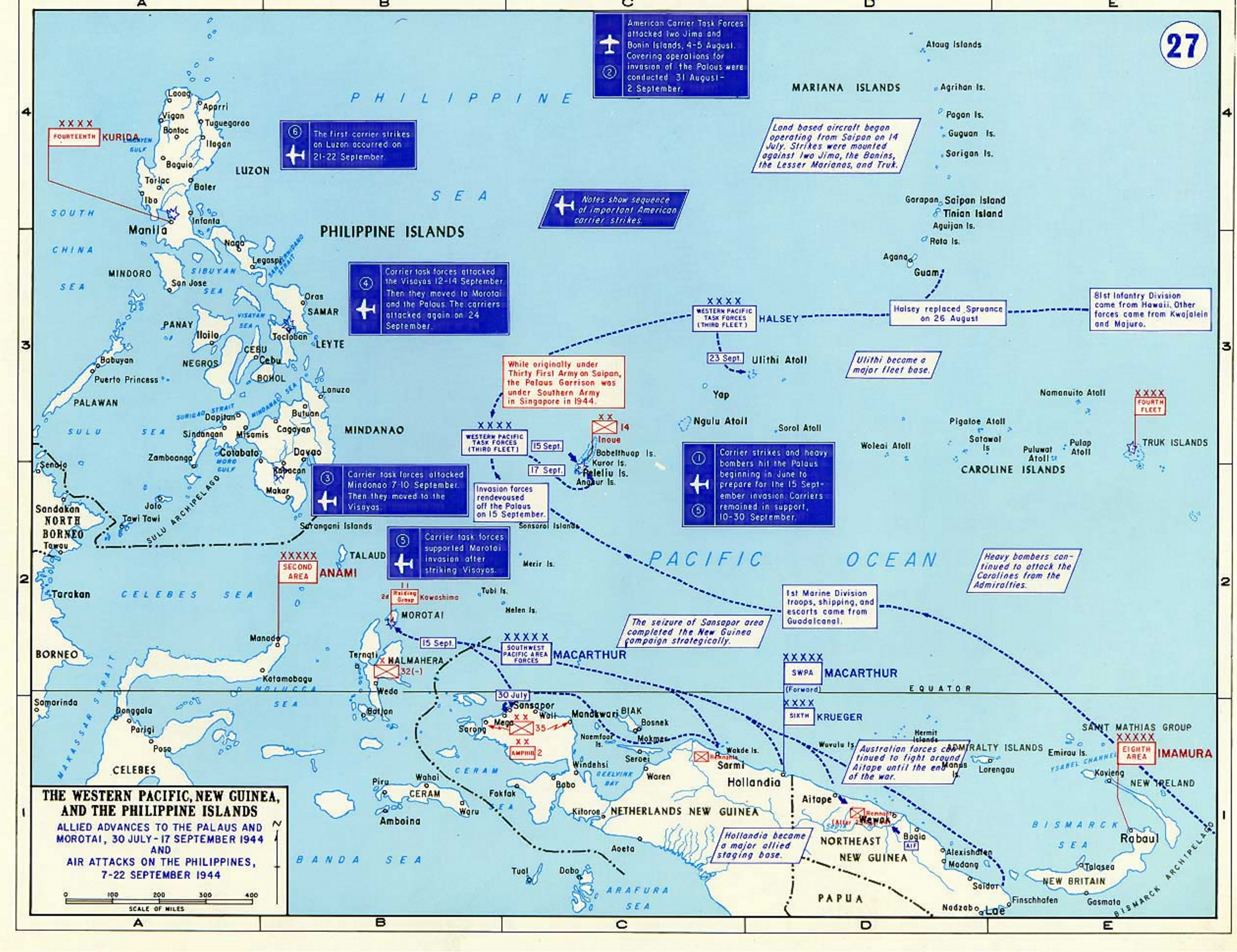
Operationen der Alliierten im Westpazifik, Neuguinea und den Philippinen vom 30. Juli bis zum 22. September 1944

Die Maffin Bay wurde während der Operationen weiter westlich im Südpazifik und auf den Philippinen zu einem wichtigen Stützpunkt. Fünf verschiedene Einsatzkräfte nutzten es 1944, um Truppen und Ausrüstung von Transportschiffen auf Angriffsschiffe zu verladen. Diese Einheiten nahmen dann an den Invasionen von Biak und Noemfoor, der Vogelkop-Halbinsel und den ersten Phasen der Invasion der Philippinen teil.
Als sich die Kämpfe aus dem Gebiet entfernten, wurden die Gebiete um die Maffin Bay und Wakde immer unwichtiger. Ende September wurde der Flugplatz auf Wakde geschlossen und im Dezember wurde er nur noch in Notfällen genutzt. Am 6. Februar 1945 zogen die letzten amerikanischen Truppen vom Festland nach Wakde, das von da an bis Oktober 1945 von einer Kompanie der 93. Division gehalten und schließlich aufgegeben wurde. Bis zum Kriegsende befanden sich noch rund 2.000 japanische Truppen in der Region, die jedoch keine Bedrohung für die alliierten Operationen mehr darstellten.